# Dobrá Voda u Hořic
Dobrá Voda u Hořic je obec v okrese Jičín v Královéhradeckém kraji. Žije v ní 610 obyvatel. Má dvě katastrální území: Dolní Dobrá Voda a Horní Dobrá Voda.

## Historie
První písemná zmínka o obci pochází z roku 1395.
Obec Dobrá Voda u Hořic vznikla roku 1949 sloučením dvou obcí, jimiž jsou Dolní Dobrá Voda a Horní Dobrá Voda.

## Obyvatelstvo
| Rok            | 1869 | 1880 | 1890 | 1900 | 1910 | 1921 | 1930 | 1950 | 1961 | 1970 | 1980 | 1991 | 2001 | 2011 | 2021 |
| -------------- | ---- | ---- | ---- | ---- | ---- | ---- | ---- | ---- | ---- | ---- | ---- | ---- | ---- | ---- | ---- |
| Počet obyvatel | 591  | 675  | 774  | 754  | 750  | 725  | 696  | 533  | 532  | 553  | 542  | 523  | 512  | 589  | 579  |
| Počet domů     | 96   | 108  | 114  | 113  | 125  | 134  | 154  | 163  | 154  | 162  | 153  | 188  | 196  | 209  | 199  |

## Obecní správa
Od 1. ledna 1961 do 23. listopadu 1990 k obci patřilo Bílsko u Hořic.

### Obecní symboly
Znak a vlajka byly obci uděleny rozhodnutím předsedy Poslanecké sněmovny Parlamentu České republiky dne 31. května 2005.